# Булок (Тарн и Гарона)
Булок (фр. Bouloc) насеље је и општина у јужној Француској у региону Миди Пирене, у департману Тарн и Гарона која припада префектури Кастелсаразен.
По подацима из 2011. године у општини је живело 235 становника, а густина насељености је износила 15,87 становника/km². Општина се простире на површини од 14,81 km². Налази се на средњој надморској висини од 240 метара (максималној 265 m, а минималној 116 m).

## Демографија
| 1962. | 1968. | 1975. | 1982. | 1990. | 1999. | 2011. |
| ----- | ----- | ----- | ----- | ----- | ----- | ----- |
| 220   | 220   | 198   | 190   | 200   | 210   | 235   |

График промене броја становника у току последњих година